# Jason Tobin
Jason Tobin (Chinees: To juni Wai; 杜俊 緯) (Hongkong) is een Brits-Chinees acteur.
Tobin werd geboren in Hong Kong, waar hij werd opgeleid aan de King George V School in Kowloon. Hij is van gemengde afkomst, half Engels en half Chinees. Op 18-jarige leeftijd verhuisde hij van Azië naar het Verenigd Koninkrijk om rechten te studeren aan de universiteit en het realiseren van zijn droom om acteur te worden. Bekende rollen die Tobin speelde zijn die van onder andere van Earl in de films The Fast and the Furious: Tokyo Drift en F9.

## Filmografie

### Film
Exclusief korte films.
| Jaar | Titel                                 | Rol                       | Opmerkingen                                                         |
| ---- | ------------------------------------- | ------------------------- | ------------------------------------------------------------------- |
| 1997 | Beverly Hills Ninja                   | Busboy                    |                                                                     |
| 1997 | Yellow                                | Yo Yo                     |                                                                     |
| 1998 | The Party Crashers                    | Record exec.'s boyfriend  |                                                                     |
| 1999 | Chang Gang                            | Dexter Chang              |                                                                     |
| 2000 | Hammerlock                            | Victor                    |                                                                     |
| 2000 | Gung Fu: The New Dragon               | John                      |                                                                     |
| 2002 | Better Luck Tomorrow                  | Virgil Hu                 |                                                                     |
| 2002 | The Hot Chick                         | Jock                      |                                                                     |
| 2005 | House of Fury                         | Rocco's fighter           | Originele titel: Jing mo gaa ting                                   |
| 2005 | Chromophobia                          | Fat Boy                   |                                                                     |
| 2006 | The Heavenly Kings                    | Sandy - Stylist Assistant | Originele titel: Sei dai tinwong                                    |
| 2006 | The Fast and the Furious: Tokyo Drift | Earl                      |                                                                     |
| 2006 | Rob-B-Hood                            | Debt Collector            | Originele titel: Bo bui gai wak                                     |
| 2007 | Finishing the Game                    | Toby Jackson              | Originele titel: Finishing the Game: The Search for a New Bruce Lee |
| 2007 | The Counting House                    | Eugene                    |                                                                     |
| 2013 | #1 Serial Killer                      | Eddy Tsai                 |                                                                     |
| 2014 | Stories Forlorn                       | Terrence                  |                                                                     |
| 2014 | The Borderland                        | Park                      |                                                                     |
| 2015 | Pound of Flesh                        | Liam                      |                                                                     |
| 2015 | Jasmine                               | Leonard To                |                                                                     |
| 2018 | Sonora                                | Lee Wong                  |                                                                     |
| 2021 | F9                                    | Earl                      |                                                                     |
| 2022 | Fistful of Vengeance                  | William Pan               |                                                                     |

### Televisie
| Jaar      | Titel              | Rol               | Opmerkingen                  |
| --------- | ------------------ | ----------------- | ---------------------------- |
| 1996      | Nash Bridges       | Greg Lee          | Afl. "Promised Land"         |
| 2001      | The Division       | Parking Attendant | Afl. "Seduced and Abandoned" |
| 2001      | The Huntress       | Busboy            | Afl. "Showdown"              |
| 2001      | The King of Queens | Delivery Guy      | Afl. "No Retreat"            |
| 2005      | Patrick's Planet   | Tang Lee          |                              |
| 2019-2020 | Warrior            | Young Jun         | 20 afleveringen              |

### Computerspel
| Jaar | Titel        | Rol                | Opmerkingen |
| ---- | ------------ | ------------------ | ----------- |
| 1998 | Road Rash 3D | Kaffe Boys Leaders |             |

## Prijzen
De belangrijkste:
- 2013: Los Angeles Asian Pacific Film Festival - Beste acteur voor #1 Serial Killer
- 2015: Los Angeles Asian Pacific Film Festival - Beste acteur voor Jasmine
- 2016: London Independent Film Awards - Beste acteur voor Jasmine
- 2017: International Independent Film Awards - Beste acteur voor Jasmine